# Olaszsáska
Az olaszsáska (Calliptamus italicus) a sáskafélék családjába tartozó, Eurázsiában honos sáskafaj.

## Megjelenése
Az olaszsáska testhossza a hím esetében 14-25 mm, a nőstény 22-33 mm. Viszonylag nagy termetű, zömök alkatú sáska. Alapszíne a világosszürkétől a szürkésbarnán át a vörösbarnásig terjed. A hátsó lábszára vöröses. Nagy, függőlegesen csíkozott szemei hangsúlyozzák robusztus testfelépítését. A fejen, a torpajzson és a szárnyakon a test mindkét oldalán gyakran világos csík húzódik. A sötéten foltos első szárny néhány mm-rel túlér a hátsó térden. A hátsó szárnyak az áttetsző rózsaszíntől a narancsvörösig terjedő színűek (különösen a tövüknél), sötét sávjuk nincs. 
Nem ciripel, hanem a rágói összedörzsölésével ad ki recsegő, halk (max. 5 m-ig hallható) hangot.

### Hasonló fajok
A homoki olaszsáska hasonlít hozzá.

## Elterjedése
Eurázsiában honos, Spanyolországtól Közép-Ázsiáig. Az Calliptamus-fajok közül ő hatol leginkább északra, Belgiumban, Kelet-Németországban és Lengyelországban is megtalálható, de inkább Dél-Európában gyakori. Magyarországon országszerte elterjedt, gyakori faj. 

## Életmódja
Ritkás növénytakarójú szikes puszták, száraz és félszáraz gyepek lakója. A megfelelő élőhelyeken tömeges is lehet. Jól repül. Elsősorban növényevő, de kisebb rovarokat is elfogyaszt. Táplálékában nem válogatós és a mezőgazdasági területeken is jelentős kárt okozhat. Természetes ellenségei elsősorban a madarak és a ragadozó rovarlárvák (pl. hollóbogár), de gyakorta, különösen az időjárás nedvesebbre fordulásával, gombabetegség (Entomophaga grylli) áldozatává is esik.
Kifejlett példányaival júliustól októberig találkozhatunk. A nőstények a növényborítás nélküli, homokos, laza talajba rakják petéiket; ilyenkor a potrohát erősen kinyújtja és erős tojókampóit néhány mm-re betolja a talajba, majd kocsonyás váladékkapszulát rak le, amely talaj- és homokszemcsékkel keveredik, és száradás közben megkeményedik. Az áttelelő petékből április végén-május elején kelnek ki a lárvák, amelyek ötször vedlenek. 

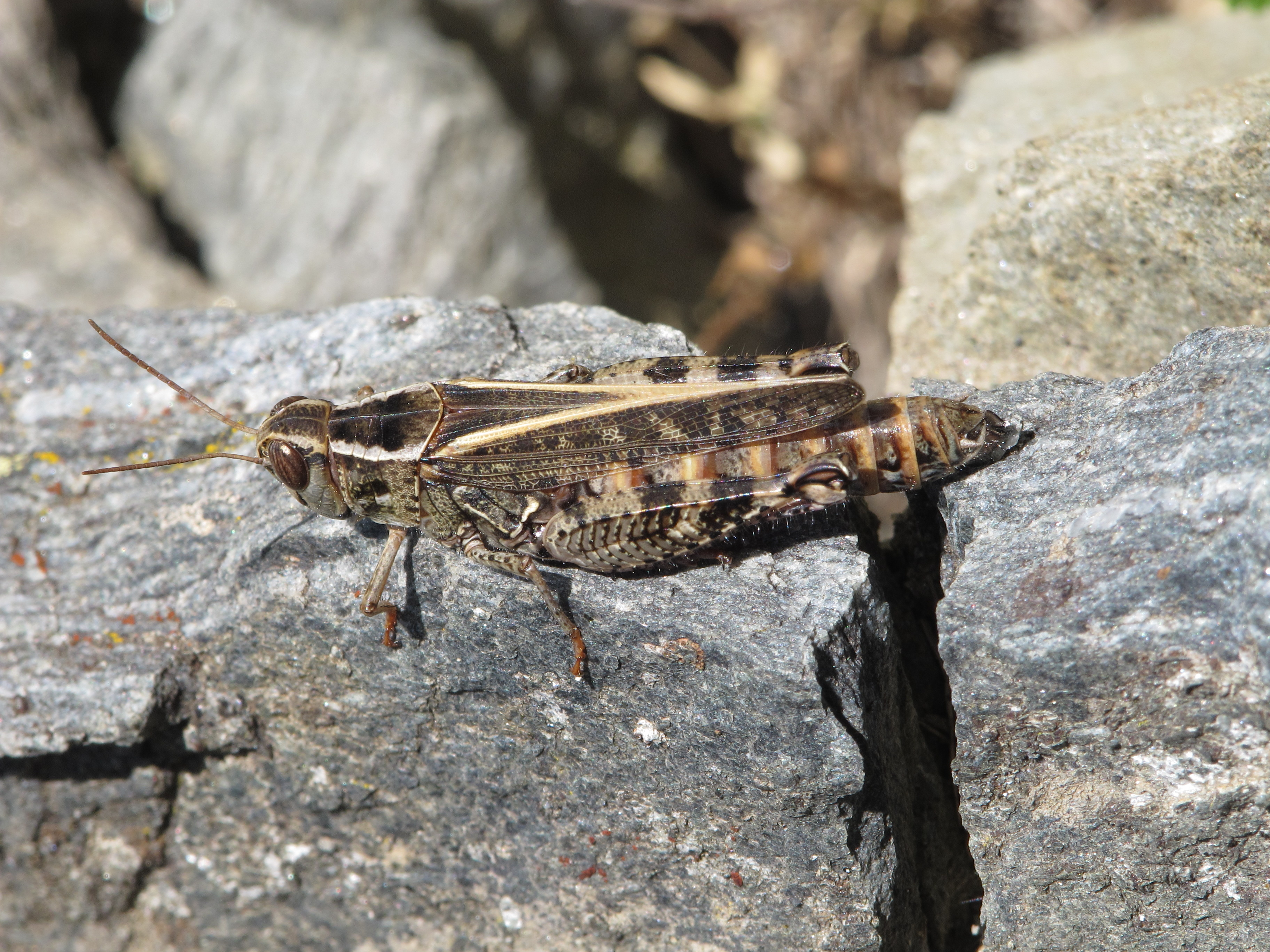
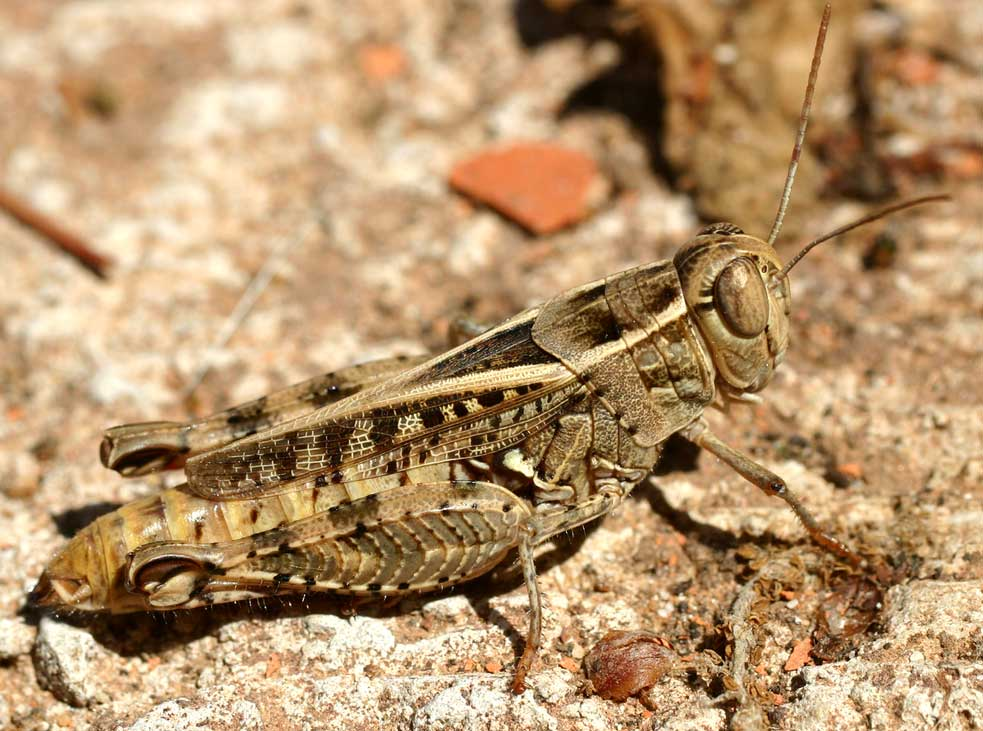
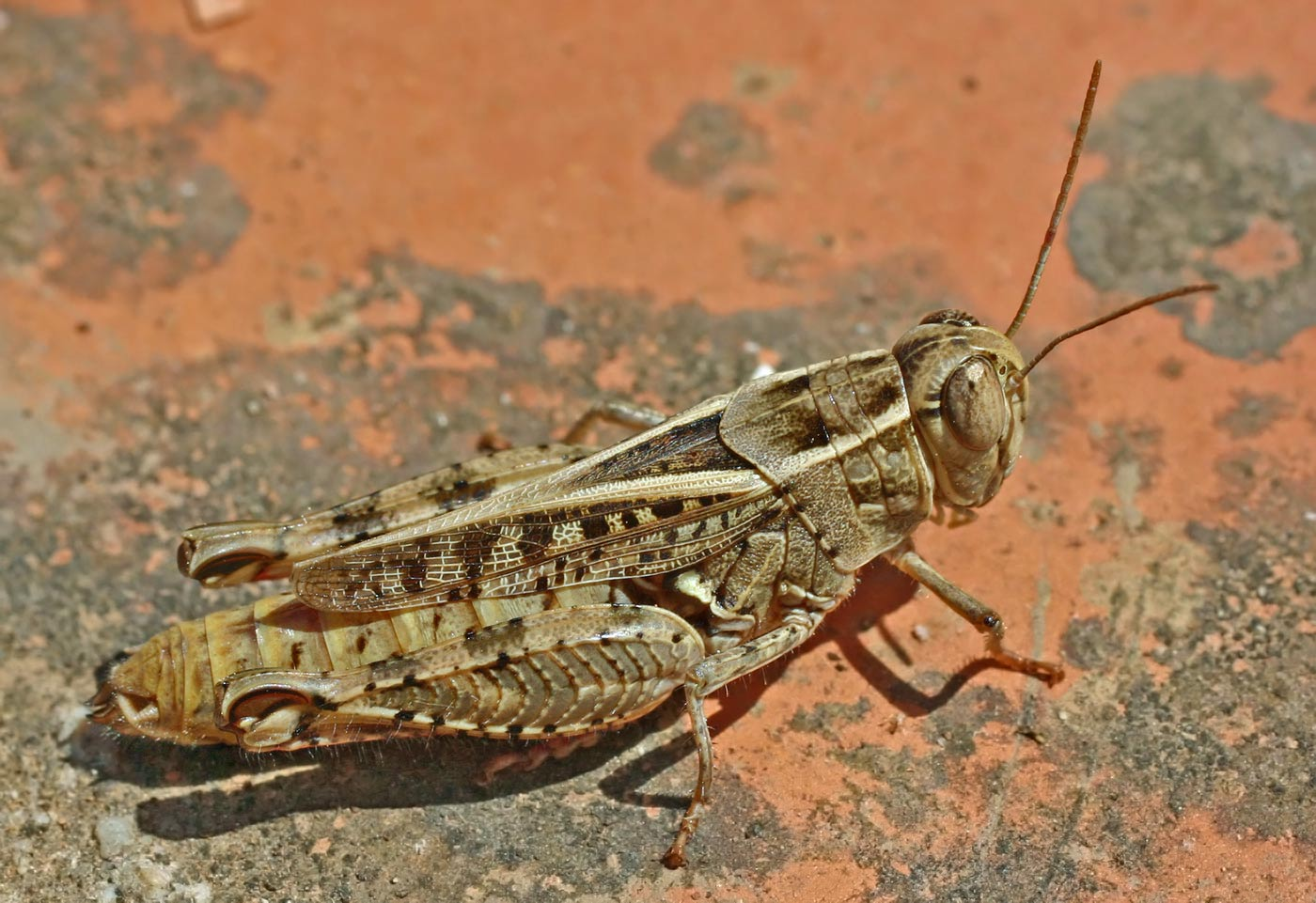
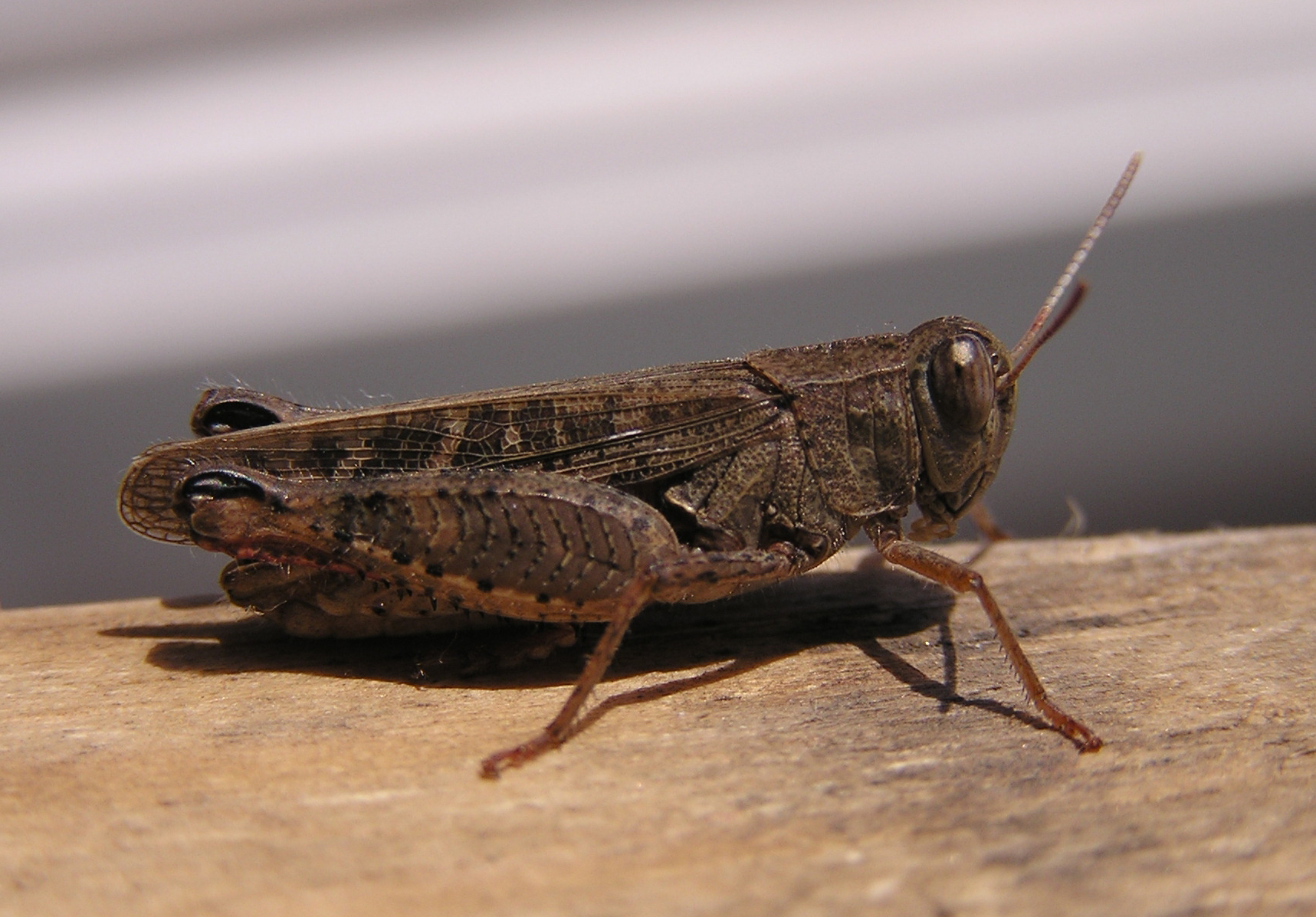
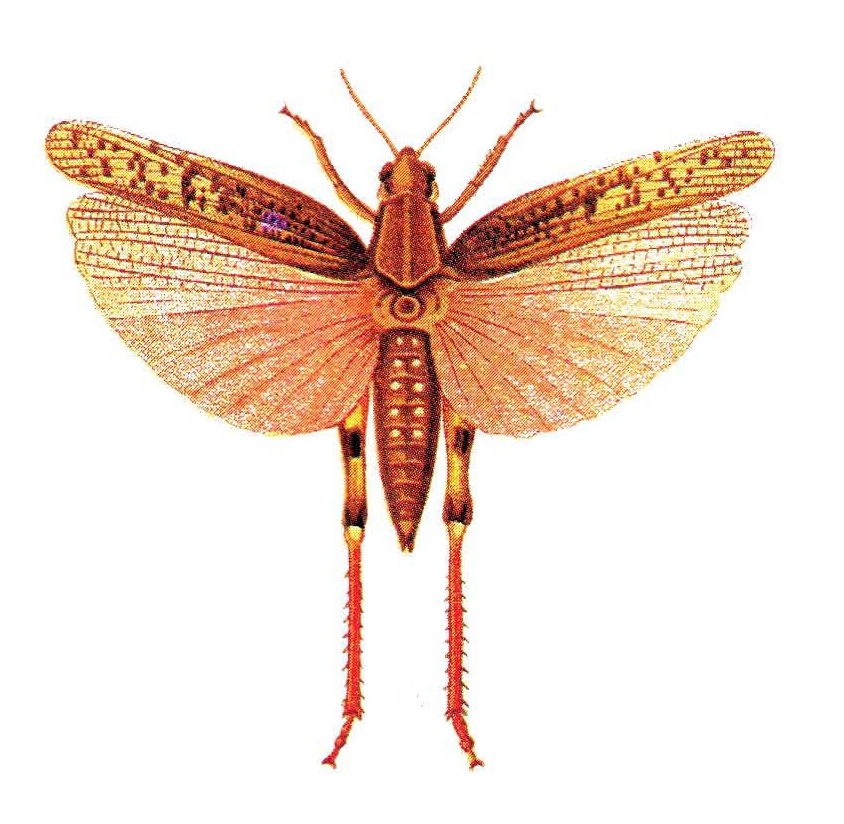

Magyarországon nem védett.